# OLX
OLX (англ. Online Exchange — онлайн-обмен) — платформа онлайн-объявлений, которая объединяет людей для покупки, продажи или обмена товарами и услугами. Объявления классифицируются по таким категориям, как «Детский мир», «Недвижимость», «Транспорт», «Запчасти для транспорта», «Работа», «Животные», «Дом и сад», «Электроника», «Бизнес и услуги», «Мода и стиль», «Хобби, отдых и спорт», «Отдам даром» и «Обмен». По состоянию на 2018 год насчитывается 35 штаб-квартир интернет-компании OLX, расположенных в таких городах, как Буэнос-Айрес, Киев, Познань, Ташкент, Бухарест, София, Пекин, Алма-Ата, Мумбаи, Минск, Белград и других. Ежемесячно сайты OLX посещает более 330 миллионов людей из более 40 стран мира.

## История
Бренд OLX был основан в марте 2006 года двумя французскими предпринимателями — Фабрисом Гриндой и Александро Оксенфордо. Компания OLX начала активную работу с Индией: на тот момент, это был один из самых динамичных рынков в мире. В 2007 году компания вышла на русскоязычный рынок. В 2010 году OLX становится частью медиагруппы Naspers. В 2012 году к команде OLX присоединяется Мартин Шипбауер (текущий исполнительный директор OLX Group).
В марте 2013 года произошло слияние русской версии сайта с Avito.ru.
В апреле 2014 года сайты объявлений группы Naspers в Румынии, Болгарии, Казахстане, Белоруссии, Венгрии и Польше изменили своё название на OLX. А в сентябре того же года к сети OLX Group присоединился украинский сайт объявлений Slando.ua.
В марте 2015 сайт объявлений Узбекистана Torg.com также стал OLX.

## Сервис и возможности
Сайт предоставляет платформу для онлайн-покупки / продажи товаров и услуг как частным лицам, так и представителям бизнеса. Пользователи OLX могут размещать свои объявления, предварительно зарегистрировавшись с помощью мобильного телефона, электронной почты, или войти через аккаунты социальных сетей. В форме подачи объявления необходимо добавить описание предложения, фотографии и свои контактные данные. Также есть возможность откликнуться на уже опубликованное объявление, связавшись с его автором через онлайн-чат на сайте или по номеру телефона.
По умолчанию объявления на OLX отображаются по дате их размещения. Для продвижения объявлений существует ряд платных услуг: «VIP-объявление», «Топ-объявление», «Поднять вверх списка», «Лого в списке объявлений на 30 дней».
Профессиональные продавцы могут открыть собственный OLX-магазин — для этого необходимо создать и заполнить бизнес-страницу своей компании. Это персональная страница с именной ссылкой (субдомен на базе домена OLX), логотипом, баннером, контактной информацией, названием компании, вкладкой с описанием компании и списком размещений.
Помимо веб-сайтов разработаны приложения OLX для платформ iOS и Android. Функциональность приложения позволяет пользователям просматривать свой профиль, добавлять объявления, загружать фотографии прямо со смартфона, писать и отвечать на сообщения, звонить продавцу и другое.

## История развития в разных странах

### Россия
В России OLX был запущен в 2007 году. Уже в 2010 году сайт ежемесячно посещало более 2,5 миллионов человек. В 2013 году интернет-холдинг Naspers приобрёл 18 % акций Avito и провёл слияние с конкурентом, объединив с Avito российские версии Slando и OLX. В марте 2022 года Avito был выделен в отдельный бизнес из состава OLX Group. 

### Казахстан
В Казахстане OLX появился в 2014 году в результате ребрендинга сайта объявлений Slando.kz. Изменения коснулись только названия и логотипа, а функциональность и дизайн сайта остались прежними.
По состоянию на 2018 год сервис входит в ТОП-10 сайтов Казахстана, а бесплатное мобильное приложение OLX является одним из лучших в стране, занимая 3 место в рейтинге Forbes «ТОП-30 мобильных приложений Казахстана».

### Украина
На украинский рынок OLX вышел в 2014 году, после того, как доска объявлений Slando.ua присоединилась к OLX Group и провела ребрендинг. Из изменений — была создана новая айдентика платформы и добавлена украинская версия сайта.
По состоянию на 2018 год на площадке зарегистрировано 1,5 млн продавцов, размещено более 11 млн объявлений и каждую минуту добавляется порядка 100 новых. OLX является самым посещаемым сервисом объявлений в украинском сегменте — каждый второй интернет-пользователь с Украины посещает ресурс минимум один раз в месяц.
В мае 2017 года OLX.ua запустил проект «OLX Доставка». Услуга предполагает блокировку денег на карте покупателя и их списание только после получения товара. Проект реализован совместно с партнёрами «UAPAY» и «Нова Пошта». В первый год работы было осуществлено 1,8 млн доставок по всей стране. Аналоги сервиса действуют на таких мировых площадках, как AliExpress, Amazon, Rozetka и eBay.

### Узбекистан
В Узбекистане OLX появился в 2015 году, после того, как компания купила сайт объявлений региона — Torg.uz. Помимо изменения названия, был проведён редизайн и смена платформы.
На 2018 год сайт входит в ТОП-3 наиболее посещаемых ресурсов Узбекистана, по версии национальной поисковой системы www.uz.